# Лозница (село)
Вижте пояснителната страница за други значения на Лозница.
Ло̀зница е село в Североизточна България. То се намира в община Генерал-Тошево, област Добрич.

## История
През Османския период и след Освобождението селото се нарича Дели Юсуф куюсу.
В периодичната преса от 1891 г. са запазени сведения за топонимията и населението на селото. През 1912 година етнографът Димитър Маринов споменава Дели Юсуфкуюсу като изцяло българско село с около 200 къщи.
С МЗ № 2191/обн. 27 юни 1942 г. се преименува с. Дели Юсуф куюсу на с. Лозница.

## Население
Преброяване на населението през 2011 г.
Численост и дял на етническите групи според преброяването на населението през 2011 г.:
|                     | Численост | Дял (в %) |
| Общо                | 13        | 100,00    |
| Българи             | 10        | 76,92     |
| Турци               | 0         | 0,00      |
| Цигани              | 3         | 23,07     |
| Други               | 0         | 0,00      |
| Не се самоопределят | 0         | 0,00      |
| Неотговорили        | 0         | 0,00      |